# Oscar Hagerman
Oscar Hagerman Mosquera (Coruña, Lomas de Vista Hermosa (Coahuila de Zaragoza), 1936) is een Mexicaans architect en ontwerper.
Hij is hoogleraar in architectuur en design aan de Nationale Autonome Universiteit van Mexico.

## Werk
In het werk van Hagerman speelt de kennis van inheemse culturen een belangrijke rol. Hij combineert traditionele esthetiek met hedendaagse technologie. Zijn werk omvat woningen, scholen, sociale centra, een eco-toerismehotel, een interculturele universiteit, maar hij werd ook bekend om zijn ontwerpen van stoelen en meer.

## Onderscheiding
In 2007 werd Hagerman onderscheiden met de Prins Claus Prijs in het thema Cultuur en conflict. Het Prins Claus Fonds eerde hem voor zijn geëngageerde benadering van architectuur en design voor inheemse indiaanse bevolkingsgroepen en voor de brug die hij slaat tussen precieus design en de behoeften van mensen".
- International Standard Name Identifier: 0000 0003 9924 1260
- Library of Congress Control Number: n2004008215
- RKD-Nederlands Instituut voor Kunstgeschiedenis: 361047
- Système universitaire de documentation: 188994408
- Union List of Artist Names: 500289093
- Virtual International Authority File: 292539121
- WorldCat: E39PBJqfJHYqCtCRf4fpM7VV4q